# Rovnyai János
Rovnyai János (Leányfalu, 1951. június 28. –) Európa-bajnok és világbajnoki bronzérmes magyar birkózó, edző.

## Pályafutása
1951. június 28-án Leányfalun született. 1965 és 1980 között az MTK illetve az MTK–VM, 1981 és 1985 között Bp. Honvéd birkózója volt. 1973 és 1984 között a válogatott keret tagja volt. +100 kg-ban kötöttfogásban és szabadfogásban is versenyzett. Legnagyobb sikerét kötöttfogásban az 1975-ös ludwigshafeni Európa-bajnokságon érte el, amikor aranyérmes lett. Részt vett az 1976-os montréali olimpián, ahol hatodik helyezett lett.

## Sikerei, díjai

### Kötöttfogásban
- Olimpiai játékok
  - 6.: 1976, Montréal
- Világbajnokság
  - 3.: 1974, Katowice
  - 4.: 1981, Oslo
  - 5.: 1975, Minszk, 1977, Göteborg
  - 6.: 1978, Mexikóváros, 1982, Katowice
- Európa-bajnokság
  - aranyérmes: 1975, Ludwigshafen
  - 4.: 1977, Bursa, 1981, Göteborg
  - 5.: 1982, Várna
  - 6.: 1979, Bukarest
- Országos bajnokság
  - bajnok: 1973, 1974, 1975, 1976, 1978, 1979, 1980, 1981
  - 2.: 1971, 1977
  - 3.: 1982, 1983, 1984

### Szabadfogásban
- Európa-bajnokság
  - 2.: 1982, Várna
- Országos bajnokság
  - 3.: 1982

### Szambóban
- Európa-bajnokság
  - 3.: 1982, Várna